# CLOSE TO ME
『CLOSE TO ME』（クローズ・トゥ・ミー）は、2001年1月24日にBMG JAPAN／RCAから発売されたKAN28作目のシングル。

## 概要
- ロッテ「グリーンガム」CMソング。2000年初頭よりオンエア。
- 1990年発売アルバム『野球選手が夢だった。』以降KANの殆んどの楽曲を共同アレンジしてきた小林信吾とスケジュールが合わず、アルバム『Gleam & Squeeze』制作までKANが単独アレンジ。
- 当初サビの部分しか作られず、BMG移籍第1弾シングルとして一旦2000年7月に発売告知されたが発売延期が続く。2001年1月発売決定時、既に設定されていた品番が新たに変更された。
- メロディやストリングス編曲等は、後期ビートルズの影響を強く受けており、2001年秋のツアー「Rock' n Roll 39」では同じく後期ビートルズの影響を受けた「まゆみ」とつなげて演奏された。

## 収録曲
全曲　作詞・作曲・編曲：KAN
1. CLOSE TO ME
2. 小羊
3. ロック試練の恋 （Live）（演奏：ヤン嶋田とニュー・ブリーフ）
4. CLOSE TO ME （Instrumental）